# Папирус (растение)
Папи́рус, или Сыть папирусная (лат. Cyperus papyrus) — травянистое многолетнее растение семейства Осоковые, встречающееся в Африке.
Другие названия растения — папирусная осока, бумажный тростник.
Нередко папирусом ошибочно называют сыть очерёднолистную, разводимую в оранжереях и как комнатное декоративное растение.
В качестве декоративного растения разводят карликовый родственник папируса Cyperus nanus, или Cyperus profiler, достигающий высоты 1 метр.

## Биологическое описание

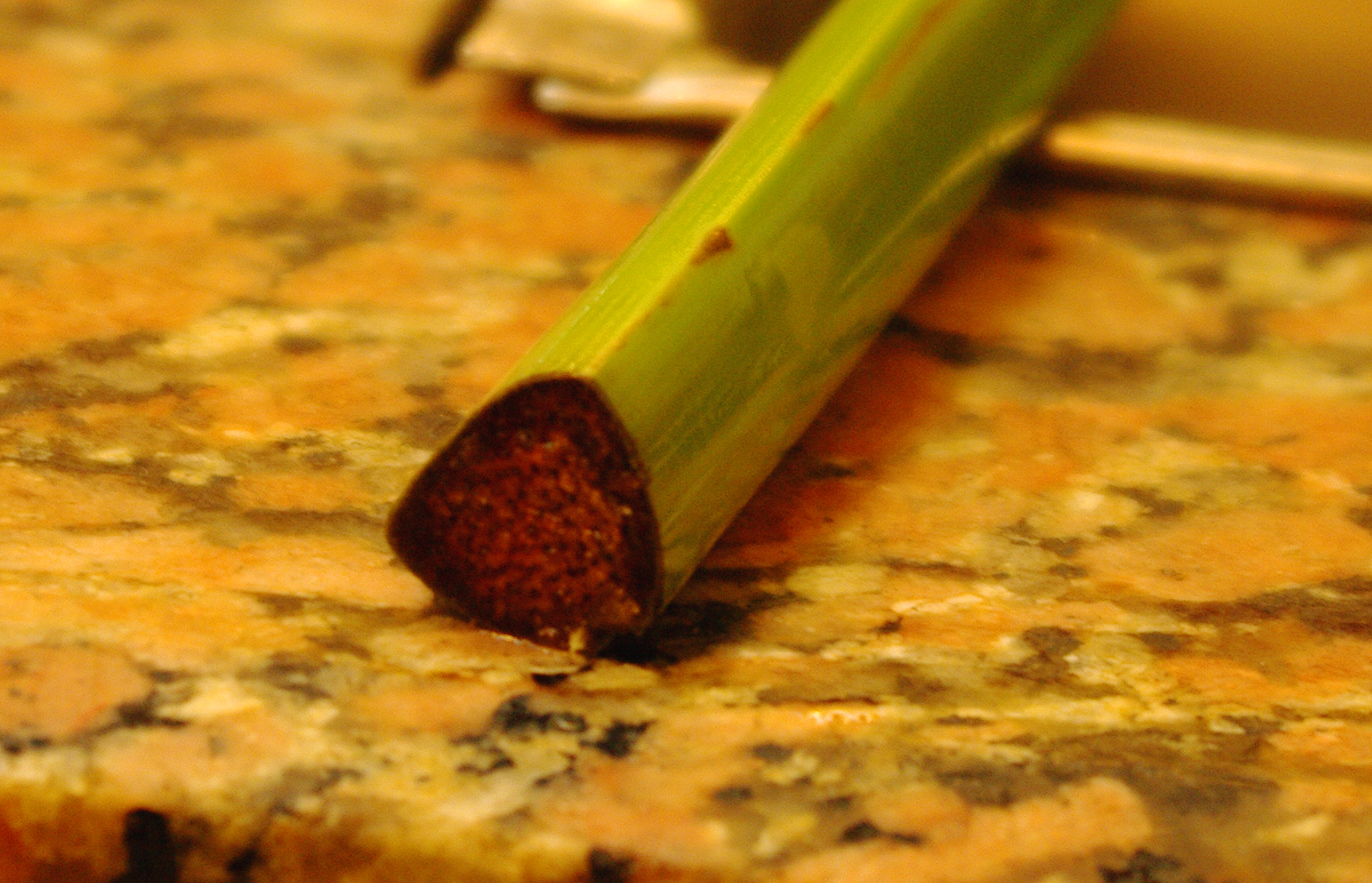
Сечение стебля папируса

Папирус — очень высокое (до 4—5 м) растение с почти безлистными побегами диаметром до 7 см. Стебли треугольной формы растут из толстого, древообразного корневища; в основании каждый стебель окружён бурым чешуевидным влагалищем из недоразвитых листьев, а на конце несёт крупное зонтиковидное соцветие, которое у молодого растения имеет форму метёлки из перьев для смахивания пыли.
На конце каждого крупного стебля расположен пучок из тонких, ярко-зелёных стеблей длиной 10—30 см.

## Экология
География растения варьируется от субтропической до тропической пустыни, и далее до влажных лесов, с допустимыми годовыми колебаниями температуры 20—30 °C и водородным показателем 6,0—8,5 pH. Благоприятным фактором для цветения является полноценное либо частичное солнечное освещение. Как и многие тропические растения, папирус крайне чувствителен к холодам.
Крупные заросли папируса встречаются на заболоченных территориях, мелководных озёрах и по речным берегам наиболее влажных частей африканского континента. Однако, на данный момент папирус гораздо реже встречается в дельте Нила. В более глубоких водах папирус является основным компонентом крупных масс плывучих растений, называющихся судд. Также папирус можно встретить на Мадагаскаре и в некоторых средиземноморских областях, таких как Сицилия и Левант.
Соцветия папируса служат идеальным местом для гнездования различных видов птиц. Как и у большинства осоковых, опыление у папируса происходит с помощью не насекомых, а ветра; зрелые плоды распространяются по воде.

## Папирус в истории

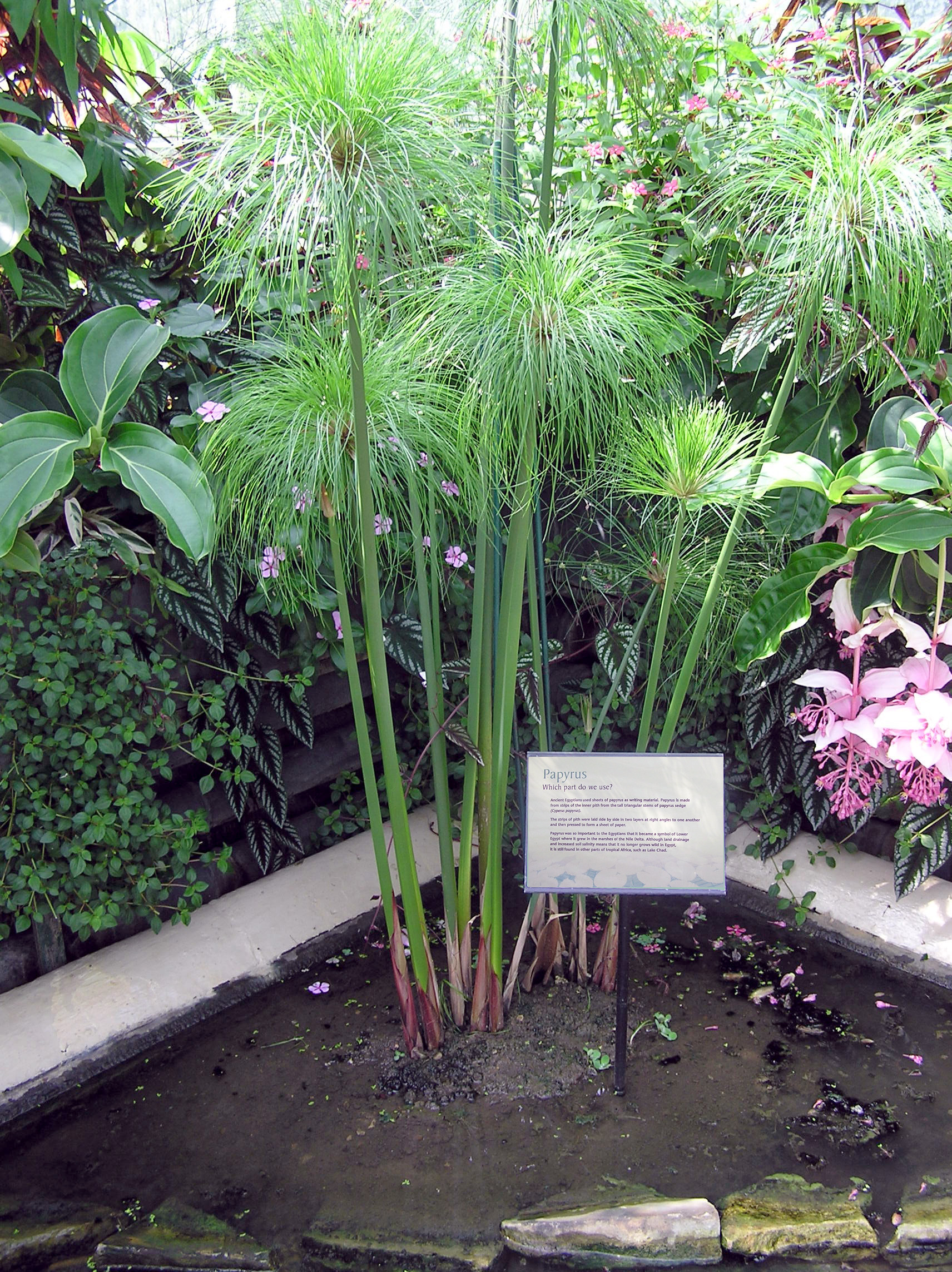
Растение папируса (Cyperus papyrus), Королевские ботанические сады в Кью

Египтяне использовали папирус в различных целях, главным образом для изготовления писчего материала. Так как растение практически исчезло в областях своего природного ареала, в настоящее время оно культивируется преимущественно в декоративных целях. В книге Теофраста «Исследование о растениях» говорится, что папирус встречался помимо Египта в Сирии; согласно «Естественной истории» Плиния Старшего, папирус являлся исконным растением на реках Тигр и Евфрат.
Помимо самого папируса, некоторые другие растения рода Сыть также использовались египтянами. Так, из соцветий изготавливали гирлянды в подношение богам. Сердцевины побегов растения употреблялись как в готовом, так и в сыром виде. Из одеревенелого корня изготовляли чаши и другие кухонные принадлежности, а также использовали в качестве топлива. Из стеблей сооружали тростниковые ладьи (барельефы эпохи четвёртой династии с изображением людей, режущих папирус для строительства лодки; подобные суда до сих пор можно встретить в Судане), паруса, мачты, ткань, верёвки и сандалии. Согласно Теофрасту, такелаж флота правителя Антигона был сделан из папируса. Это было обычным явлением в то время, что можно проиллюстрировать на примере морского троса, который держал дверные ставни в то время, когда Одиссей расправлялся с просителями в своём доме (Одиссея XXI. 390).
Тростниковая или камышовая корзина, в которой был оставлен библейский Моисей, вполне возможно, могла быть сделана из папируса.
Во многих европейских языках названия бумаги (нем. Papier, англ. paper) и собственно папируса происходят от древнегреческого слова πάπῡρος. Существует гипотеза о происхождении этого греческого слова от др.-егип. pa-p-ouro, «это — царя» (что предположительно указывает на царскую монополию на папирус), однако и Шантрен, и Фриск, признавая заимствованный характер греческого слова, эту гипотезу считают неубедительной.
Знаменитый путешественник Тур Хейердал построил две папирусные лодки, Ра и Ра II, с целью продемонстрировать, как древние люди из Африки и Средиземноморья могли достичь берегов Америки. Он совершил успешное плавание из Марокко в Барбадос.